# Batrachochytrium dendrobatidis
Batrachochytrium dendrobatidis, también conocido como Bd o el hongo quitrido de los anfibios, es un hongo quitrido que amenaza la población mundial de anfibios, a los que causa la enfermedad denominada quitridiomicosis. Se trata de un hongo dulceacuícola. Ataca a la piel de los anfibios, la cual es imprescindible para su homeostasis hídrica y gaseosa y defensa inmunológica, dañando la capa de queratina. Está incluida en la lista 100 de las especies exóticas invasoras más dañinas del mundo de la Unión Internacional para la Conservación de la Naturaleza.
Dado que la pandemia de quitridiomicosis sucede desde la década de los 80, se ha discutido el posible papel humano en la difusión del hongo. Hoy se asume que Xenopus laevis, una rana empleada para efectuar los test de embarazo, pudo actuar como vector propagador del hongo por todo el mundo, si bien esta técnica empezó a difundirse en 1930 y hasta hace poco más de veinte años no se ha recrudecido la enfermedad. De hecho, hay investigadores que opinan que el hongo siempre ha estado en contacto con las poblaciones de anfibios y que sólo ahora, cuando están inmunodeprimidas por efecto del impacto humano en los ecosistemas, su micosis se hace más patente.

## Etimología

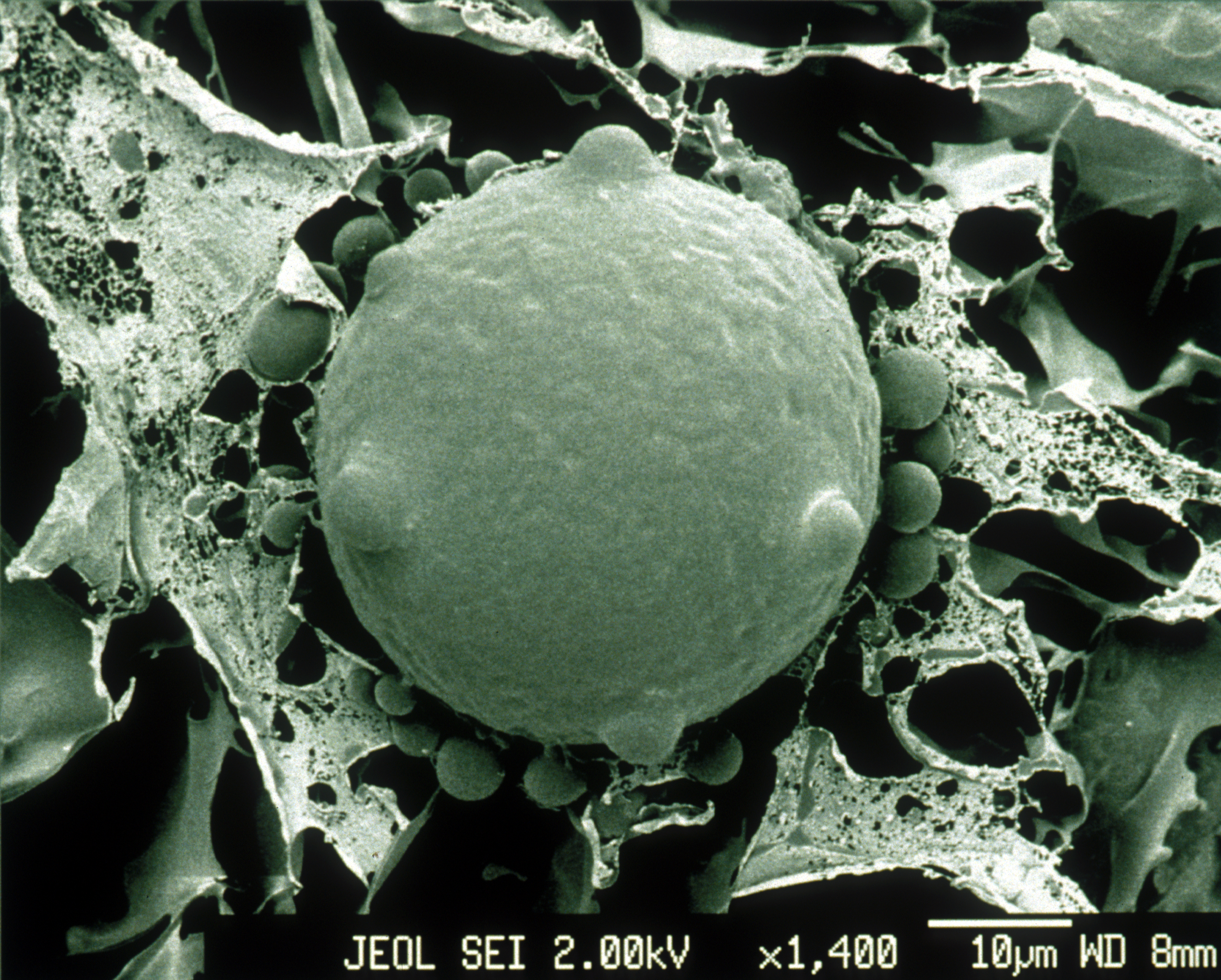
Micrografía electrónica de barrido de una zoospora y esporangios del hongo quítrido (Batrachochytrium dendrobatidis)

El nombre del género se deriva de las palabras griegas batrachos (rana) y Chytra (vasija de barro), mientras que el calificativo específico proviene del género de ranas en el que se detectó por primera vez el patógeno (Dendrobates).

## Distribución
El Bd es originario de Sudáfrica, donde al parecer era una infección estable en las poblaciones silvestres de la rana africana de uñas Xenopus laevis.
A partir de los años 30, probablemente a causa del comercio de ejemplares de X. laevis comienza a propagarse por el todo el mundo hasta convertirse en el responsable del mayor declive de anfibios a nivel mundial.

## Fisiología
La temperatura óptima de desarrollo del B. dendrobatidis se encuentra entre los 17 y los 25 grados, pudiendo sobrevivir a temperaturas por encima de los 4 grados y hasta un máximo de 27 °C, momento en el que el crecimiento se detiene. Temperaturas superiores a los 30 grados parecen causar la muerte del hongo.

## Especie invasora en España
Debido a su potencial colonizador y constituir una amenaza grave para las especies autóctonas, los hábitats o los ecosistemas, esta especie, así como la rana Xenopus laevis, han sido incluidas en el Catálogo Español de Especies Exóticas Invasoras, regulado por el Real Decreto 630/2013, de 2 de agosto, estando prohibida en España su introducción en el medio natural, posesión, transporte, tráfico y comercio.